# Negroni

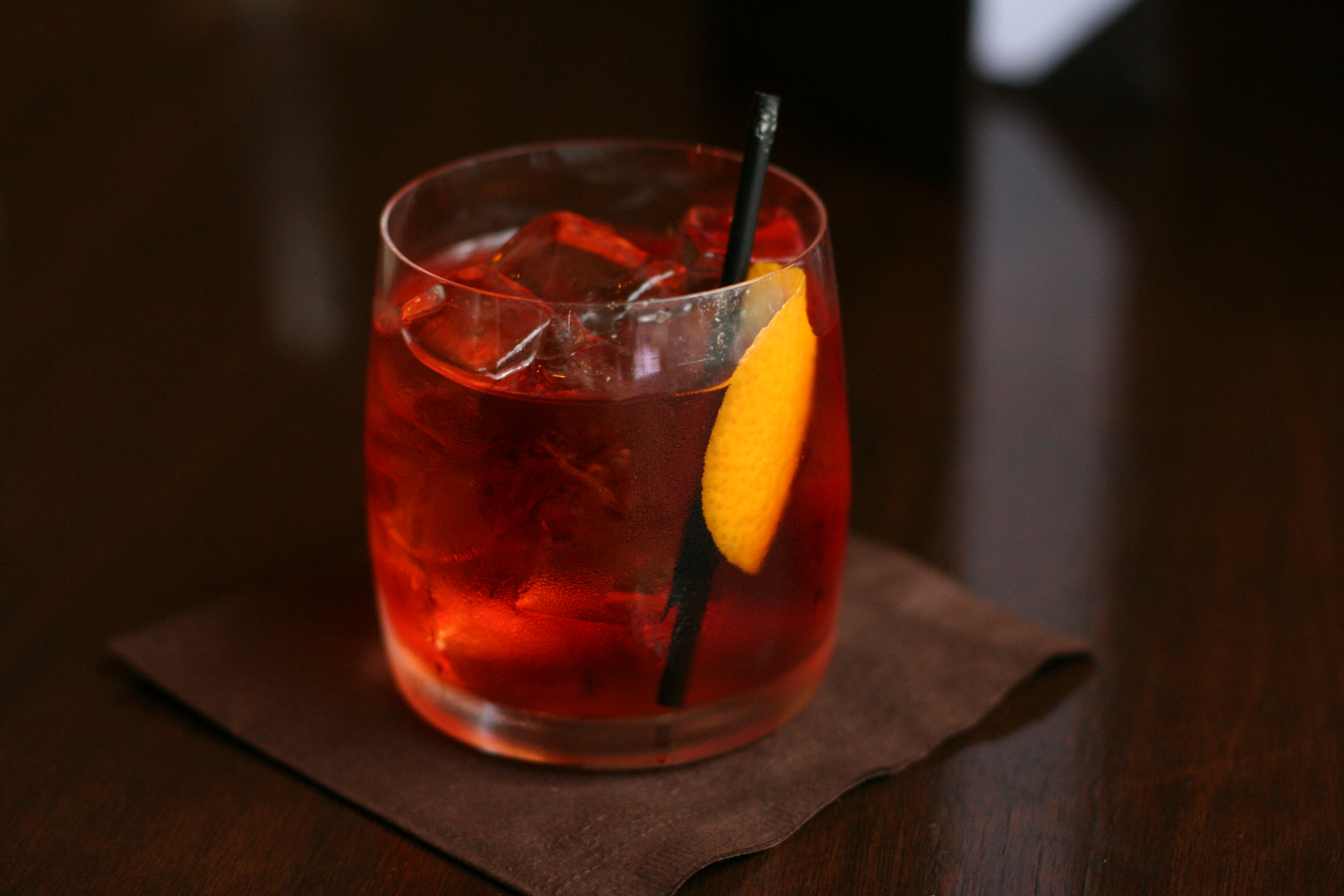
Negroni

Negroni – koktajl alkoholowy przygotowywany z trzech równych porcji ginu, słodkiego wermutu i gorzkiego likieru (najczęściej Campari).
Napój po raz pierwszy podano prawdopodobnie w roku 1919 we florenckiej kawiarni Casoni na żądanie hrabiego Camilla Negroniego, który chciał, aby do jego ulubionego drinka Americano zamieniono wodę gazowaną na gin. Napój ten jest stosunkowo mocny i dobrze pobudza apetyt, w związku z czym podaje się go głównie jako aperitif. Można go jednak pić także po jedzeniu, jako digestif.